# Relacions entre l'Índia i Moçambic
Les relacions entre l'Índia i Moçambic es refereix a la les relacions actuals i històriques entre l'Índia i Moçambic. L'Índia té un Alt Comissionat a Maputo i Moçambic té un alt comissionat a Nova Delhi.

## Història
L'indoportuguès Aquino de Bragança fou un col·laborador estret del president de Moçambic Samora Machel i anava amb ell quan va morir en un accident d'aviació en 1986. També va col·laborar amb el FRELIMO en la seva lluita contra els portuguesos.

## Economia
L'empresa Videocon Industries amb seu a Bombai forma part del consorci de empreses que fan prospecció d'hidrocarburs a la costa septentrional de Moçambic a la província de Cabo Delgado. Videocon té la intenció d'importar i vendre gas natural de Moçambic a l'Índia. Les empreses de carbó de l'Índia també estan estretament involucrades en la producció de carbó a Moçambic.
Es va signar un memoràndum d'entesa sobre cooperació en matèria d'energia renovable durant la visita del president de Moçambic Filipe Jacinto Nyusi a l'Índia el 5 d'agost de 2015.

## Seguretat
En setembre de 1986 es va sol·licitar a l'Índia que proporcionés assistència tècnica i forces de seguretat per protegir el corredor de Beira. El president de Zimbabwe Robert Mugabe va demanar el desplegament d'un esquadró d'avions MiG-21 de la Força Aèria Índia Força Aèria amb pilots hindús per proporcionar cobertura aèria al corredor: la meitat dels aparells tenien base a Harare i l'altra meitat a Chimoio, Moçambic. Però Rajiv Gandhi va decidir que el desplegament de la Força Aèria Índia a Moçambic era una exposició excessiva de la posició pública índia contra el desplegament a l'estranger de forces índies o portat massa risc a l'Índia. Nova Delhi podria haver decidit en comptes proporcionar assistència secreta a Moçambic proporcionant el que s'ha anomenat "una petita presència naval en aigües de Moçambic".
Els dos estats també treballen en estreta col·laboració en qüestions de seguretat, especialment la seguretat marítima a l'oceà Índic; al juny de 2011, els ministres del govern es van reunir i van acordar treballar junts en el tema. En 2010 l'Armada Índia va rescatar un vaixell moçambiquès dels pirates. En 2012 l'Armada Índia va acordar iniciar patrulles antipirateria al canal de Moçambic, pel que sembla, sense consulta prèvia amb Sud-àfrica.